# Crosby, Stills and Nash
Crosby, Stills & Nash (CSN) – amerykańska supergrupa folkrockowa.
Zespół został założony w 1969 przez trzech znanych wokalistów folkowych: Amerykanów Davida Crosby’ego, występującego wcześniej w grupie Byrds i Stephena Stillsa, założyciela grupy Buffalo Springfield oraz Brytyjczyka Grahama Nasha, współzałożyciela grupy The Hollies. Okresowo dołączał do nich kolega Stillsa z Buffalo Springfield – Kanadyjczyk Neil Young. Grupa w swoich trzech konfiguracjach była jednym z najpopularniejszym zespołów w USA w latach siedemdziesiątych. Od początku nie uniknęli ogromnego zainteresowania mediów, które widziały w nich kolejną supergrupę, lecz w przeciwieństwie do innych formacji tego okresu byli zespołem muzyków szanujących swoje indywidualne dokonania. Co więcej, zdawali sobie sprawę z wagi własnego wkładu do amerykańskiej muzyki.
Crosby, Stills, Nash & Young wywarł ogromny wpływ na muzykę rockową lat 70, m.in. na grupę The Eagles, America, Lynyrd Skynyrd, Poco, Pure Prairie League, Toma Petty’ego, a w Polsce – na Rodzinę Pastora i Jerzego Grunwalda & En Face.

## Działalność grupy
W 1969 r. po próbach na Moscow Road w Londynie i w nowojorskim domu Johna Sebastiana na Long Island, muzycy podpisali kontrakt z wytwórnią Atlantic i polecieli do Kalifornii by rozpocząć pracę nad debiutanckim albumem. Crosby, Stills & Nash ukazał się na rynku w czerwcu 1969 r. a w ciągu 12 miesięcy sprzedano ponad dwa miliony egzemplarzy tej płyty. Na tym doskonałym wydawnictwie znalazły się jedne z najlepszych utworów w całej historii grupy: "Long Time Gone", "Suite: Judy Blue Eyes", "Lady of the Island" czy "Wooden Ships". Mocne teksty, mistrzostwo w wykorzystaniu instrumentów akustycznych i perfekcyjne harmonie wokalne stały się cechami charakterystycznymi tria. 16 sierpnia 1969 muzycy zagrali swój drugi w historii koncert na scenie słynnego festiwalu w Woodstock, zaczynając swój występ częścią akustyczną jako Crosby, Stills & Nash, po czym nastąpiła część elektryczna już z udziałem Younga.

## Styl muzyczny
Grupa adresowała swoją muzykę głównie do intelektualnie zaawansowanej i kontestującej młodzieży tamtych lat i wykonywała akustyczną muzykę folk, niekiedy zbliżając się do hardrockowego formatu, wokalnie opartą na słodkich wielogłosowych harmoniach. Grupa przetrwała do początków XXI wieku, głównie jako relikt swej epoki, organizując cieszące się wielką popularnością, nostalgiczne trasy koncertowe i okazyjnie wydając albumy z nowym materiałem stylistycznie nawiązującym do jej muzyki z czasów wielkości.

## Dyskografia grupy Crosby, Stills and Nash
- 1969 Crosby, Stills & Nash
- 1977 CSN
- 1982 Daylight Again
- 1990 Live It Up
- 1994 After the Storm

## Dyskografia grupy Crosby, Stills, Nash and Young
- 1970 Déjà Vu
- 1971 Four Way Street (live)
- 1974 So Far
- 1988 American Dream
- 1999 Looking Forward

## Dyskografia grupy Crosby and Nash
- 1972 Graham Nash/David Crosby
- 1975 Wind on the Water
- 1975 Crosby-Nash – Live
- 1976 Whistling Down the Wire
- 1977 Live
- 1998 Another Stoney Evening (live)
- 2001 Carry Me

## Nagrody, pozycje na listach przebojów i rekordy
- W 1997 grupa Crosby, Stills and Nash została wprowadzona do Rock and Roll Hall of Fame[3].
- Nagrody Grammy
  - 1969 w kategorii najlepsza nowa grupa
- Piosenki Suite: Judy Blue Eyes i Ohio zostały umieszczone na liście 500 piosenek które ukształtowały rock utworzonej przez Rock and Roll Hall of Fame.

| Albumy na liście The Billboard 200 | Albumy na liście The Billboard 200 | Albumy na liście The Billboard 200 |
| Rok                                | Album                              | pozycja                            |
| ---------------------------------- | ---------------------------------- | ---------------------------------- |
| 1969                               | Crosby, Stills & Nash              | 6                                  |
| 1970                               | Deja Vu                            | 1                                  |
| 1971                               | 4 Way Street                       | 1                                  |
| 1974                               | So Far                             | 1                                  |
| 1977                               | CSN                                | 2                                  |
| 1981                               | Replay                             | 122                                |
| 1982                               | Daylight Again                     | 8                                  |
| 1983                               | Allies                             | 43                                 |
| 1988                               | American Dream                     | 16                                 |
| 1990                               | Live It Up                         | 57                                 |
| 1992                               | CSN                                | 109                                |
| 1994                               | After the Storm                    | 98                                 |
| 1999                               | Looking Forward                    | 26                                 |

| Single na liście The Billboard Hot 100 | Single na liście The Billboard Hot 100 | Single na liście The Billboard Hot 100 |
| Rok                                    | Piosenka                               | pozycja                                |
| -------------------------------------- | -------------------------------------- | -------------------------------------- |
| 1969                                   | Marrakesh Express                      | 28                                     |
| 1969                                   | Suite: Judy Blue Eyes                  | 21                                     |
| 1970                                   | Ohio                                   | 14                                     |
| 1970                                   | Our House                              | 30                                     |
| 1970                                   | Teach Your Children                    | 16                                     |
| 1970                                   | Woodstock                              | 11                                     |
| 1977                                   | Fair Game                              | 43                                     |
| 1977                                   | Just a Song Before I Go                | 7                                      |
| 1982                                   | Southern Cross                         | 18                                     |
| 1982                                   | Wasted on the Way                      | 9                                      |
| 1983                                   | Too Much Love to Hide                  | 69                                     |
| 1989                                   | Got It Made                            | 69                                     |